# ميخائيل برات
ميخائيل برات (بالإنجليزية: Michael Pratt)‏ هو ضابط شرطة أسترالي، ولد في 13 نوفمبر 1954 في East Melbourne ‏ في أستراليا.